# Zamarła Turnia
Zamarła Turnia (niem. Ödkarturm, słow. Zmrzlá veža, węg. Zamarła-torony) – dwuwierzchołkowy szczyt w długiej wschodniej grani Świnicy w polskich Tatrach Wysokich. Wierzchołki – wschodni (2179 m) i zachodni (2178 m) – znajdują się w odległości kilkunastu metrów od siebie i rozdzielone są płytko wciętą szczerbiną. Górną częścią północnej ściany Zamarłej Turni, omijając wierzchołki, przechodzi szlak Orlej Perci.
Zamarła Turnia położona jest pomiędzy Zmarzłymi Czubami we wschodniej grani Małego Koziego Wierchu (rozdziela je Zmarzła Przełęcz) oraz Kozimi Czubami (rozdziela je Kozia Przełęcz).
Na północną stronę Zamarła Turnia opada do Dolinki Koziej. Słynna południowa ściana Zamarłej Turni opada w kierunku Dolinki Pustej (w Dolinie Pięciu Stawów Polskich) gładkimi ścianami – krzesanicami (różnica poziomów wynosi ok. 140 m), uchodzącymi długo za niemożliwe do przejścia.

## Historia zdobycia
Pierwsze odnotowane wejścia:
- ścianą północną:

- latem – prawdopodobnie Józef Bajer, Ignacy Król, Ludwik Pręgowski, 9 sierpnia 1904 r., na pewno Janusz Chmielowski i Klemens Bachleda, 1 października 1904 r.
- zimą – Józef Lesiecki, Leon Loria, Mariusz Zaruski, Stanisław Zdyb, 1 kwietnia 1911 r.

- ścianą południową:

- latem – Henryk Bednarski, Józef Lesiecki, Leon Loria, Stanisław Zdyb, 23 lipca 1910 r.
- zimą (w bardzo dobrych, nieomal letnich warunkach) – Jan Gnojek, Jan Sawicki, Jerzy Włoczkowski, 29 kwietnia 1934 r., drugie wejście – Paweł Vogel, Ludwik Ziemblic w kwietniu 1947 r.

- ścianą zachodnią:

- Janusz Chmielowski, Zdzisław Kleszczyński, Mieczysław Świerz
- latem – Halina Kruger-Syrokomska, Danuta Topczewska-Baranowska, 17 sierpnia 1960 r.

Pierwsze przejście południowej ściany było ważnym punktem w historii taternictwa, a przez długi czas droga ta uchodziła za najtrudniejszą w Tatrach. Przy próbach powtórzenia drogi na ścianie południowej zginęło wielu taterników, m.in. Stanisław Bronikowski w 1917, plastyk Mieczysław Szczuka w 1927, siostry Marzena i Lida Skotnicówny 6 października 1929 (podczas próby pierwszego kobiecego przejścia drogi). 17 września 1932 r. Stanisław Motyka i Jan Sawicki pokonali ścianę trawersem od Zmarzłej do Koziej Przełęczy. Obecnie na ścianie wytyczonych jest około 20 dróg i kilkadziesiąt wariantów o różnej skali trudności, do najciekawszych należą Kant Pietscha, Aligator, Bombay, Lewa Pilchówka, Prawa Pilchówka, Kant Heinricha, Komarniccy, Lewi Wrześniacy, Prawi Wrześniacy. Wciąż popularna jest również droga klasyczna.
Słynne są dwa przejścia południowej ściany bez asekuracji, których dokonał Jerzy Leporowski. W Tatry przyjechał latem 1927 nie mając żadnego doświadczenia wspinaczkowego i nie znając środowiska taterników. Pewnego dnia dosiadł się do taterników w schronisku w Dolinie Pięciu Stawów i oświadczył, że trzy dni wcześniej pokonał bez asekuracji południową ścianę Zamarłej Turni – co wzbudziło niedowierzanie. Po chwili w obecności taterników pokonał ścianę po raz drugi, co było wielką sensacją.
Nazwa Zamarłej Turni została wymyślona w 1902 r. przez poetę Franciszka Henryka Nowickiego, choć do 1903 r. odnoszono ją do Małego Koziego Wierchu. Wypadkom na jej ścianach swoje wiersze poświęcili Julian Przyboś i Jalu Kurek. O wspinaczkach na tej ścianie nakręcono też dwa filmy: Adama Krzeptowskiego (brata Andrzeja) w 1933 oraz Sergiusza Sprudina w 1962 (Zamarła Turnia według scenariusza Jana Długosza z udziałem znanych polskich taterników).

## Szlaki turystyczne
– północną ścianą Zamarłej Turni przebiega znakowana czerwono Orla Perć z przełęczy Zawrat na Krzyżne (na odcinku Zawrat – Kozi Wierch od lipca 2007 r. ruch odbywa się wyłącznie w kierunku wschodnim z Zawratu w kierunku Koziego Wierchu). Czas przejścia z Zawratu na Kozi Wierch: 2:50 h.

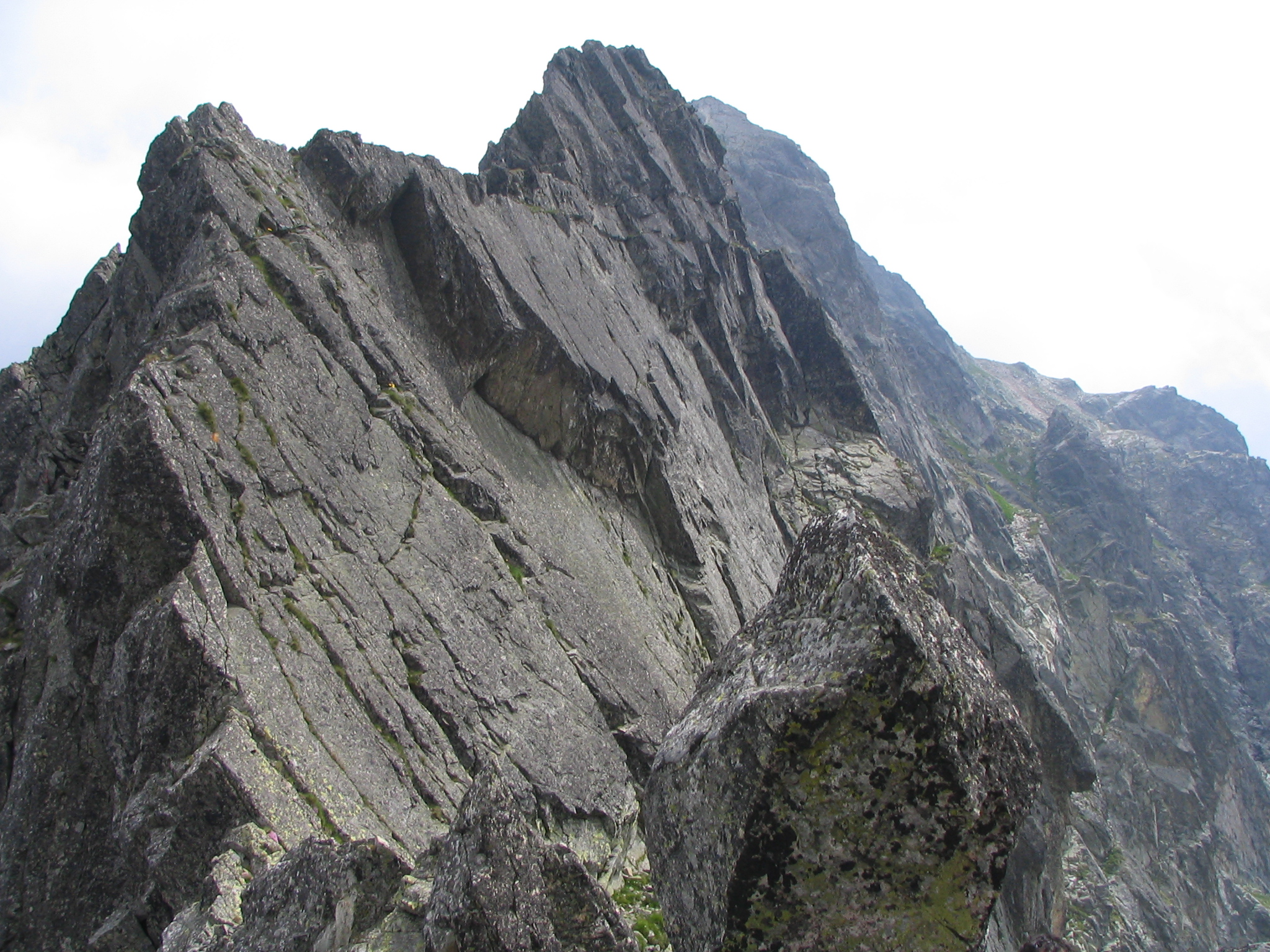
Południowa ściana
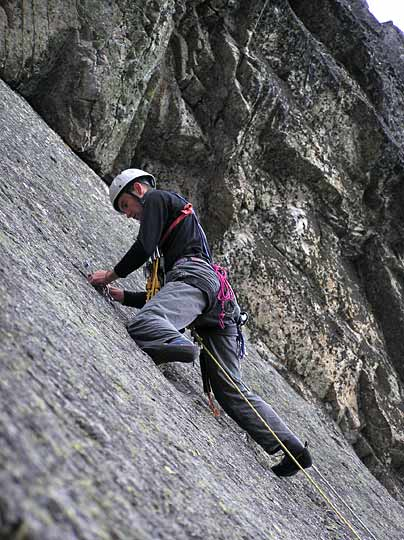
Wspinaczka
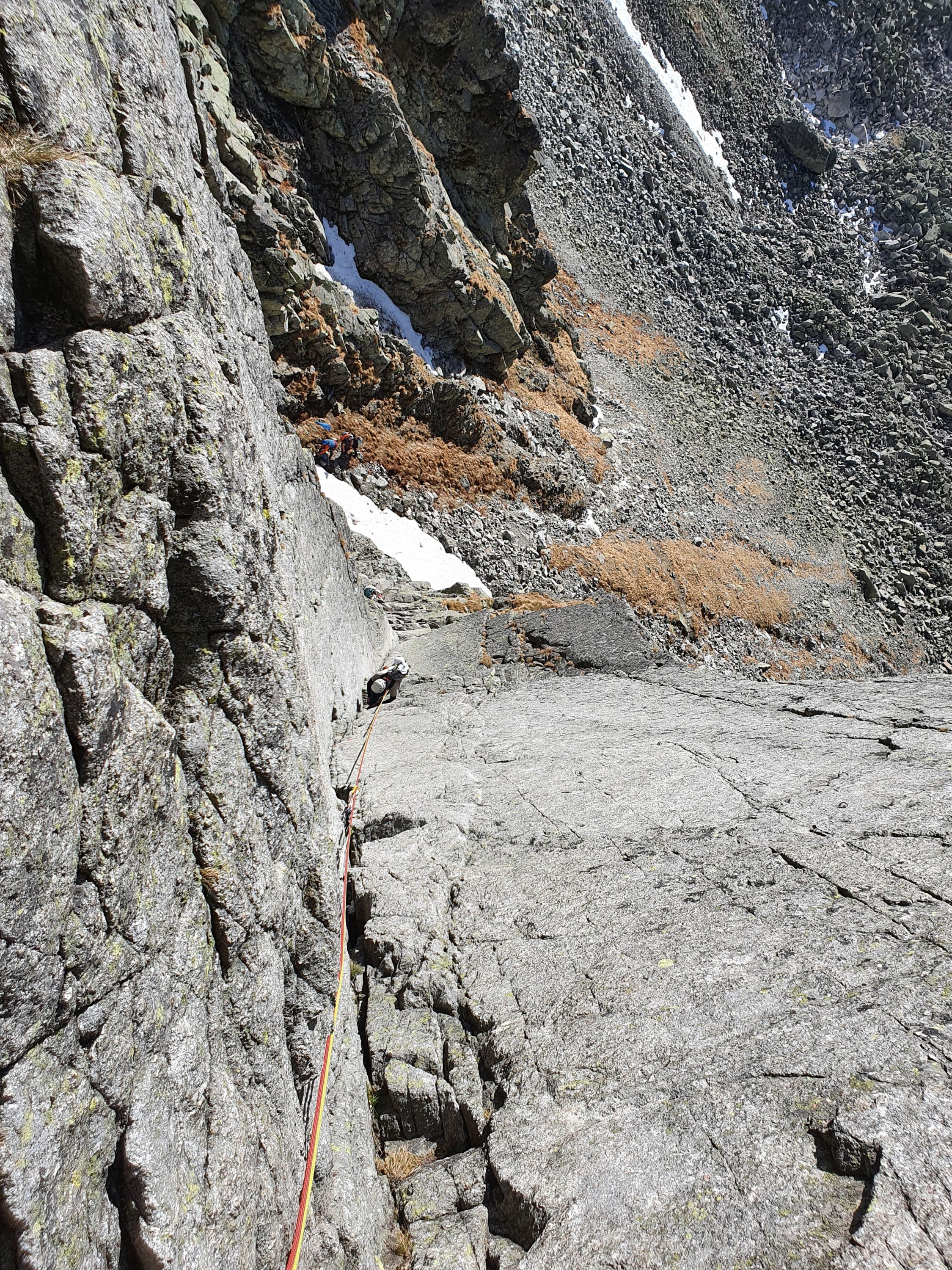
Wspinaczka
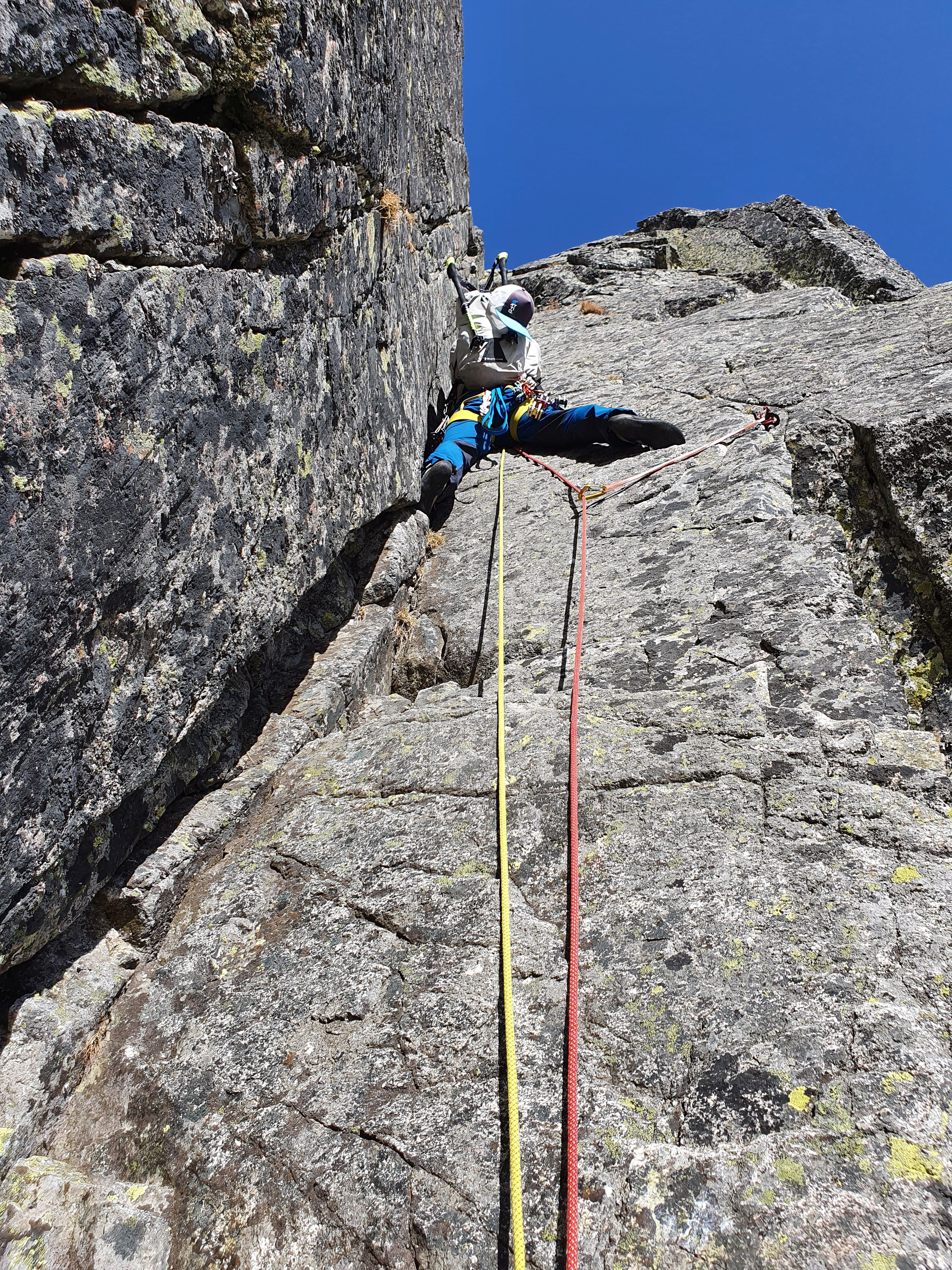
Wspinaczka
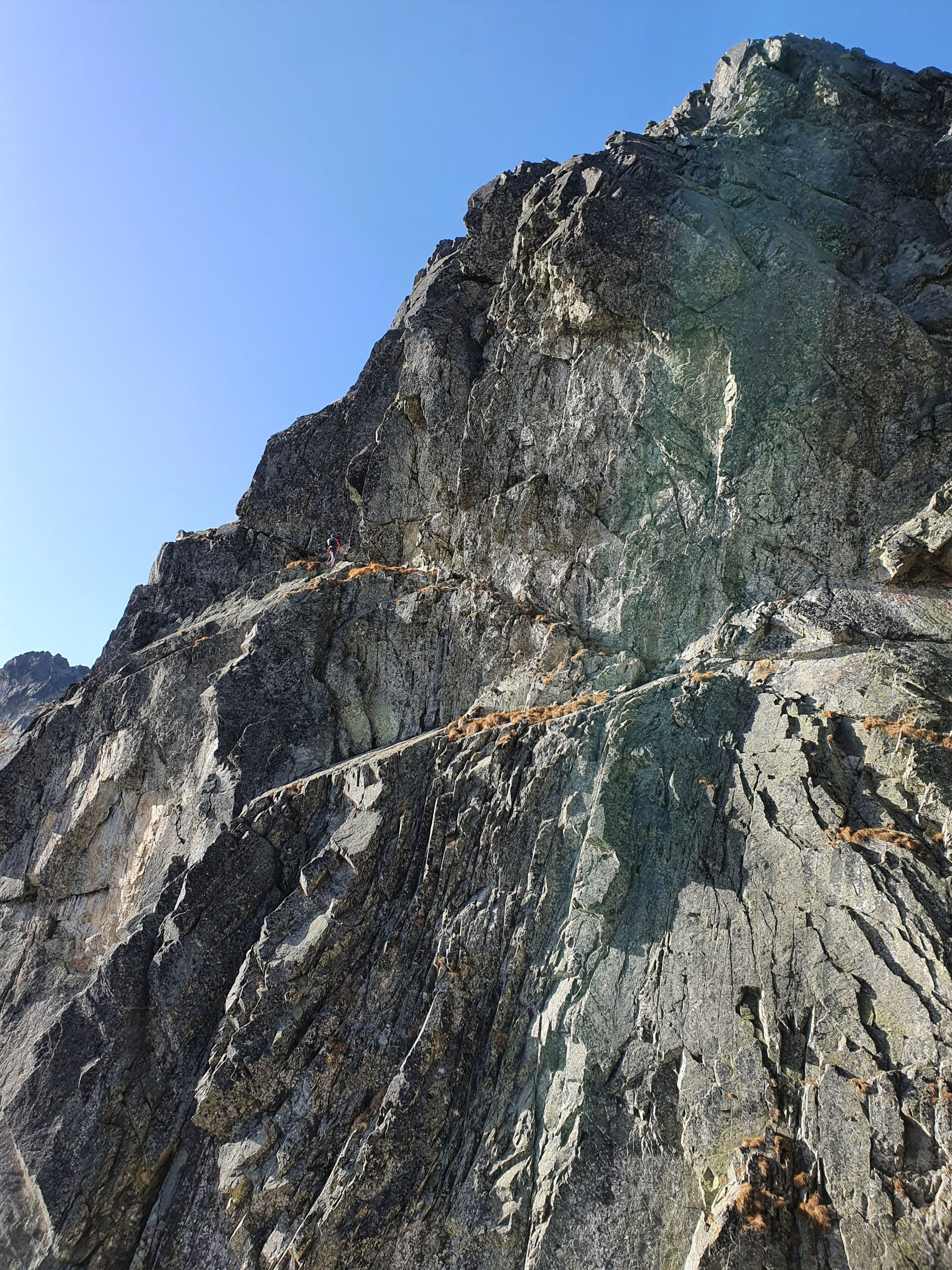
Zamarła Turnia
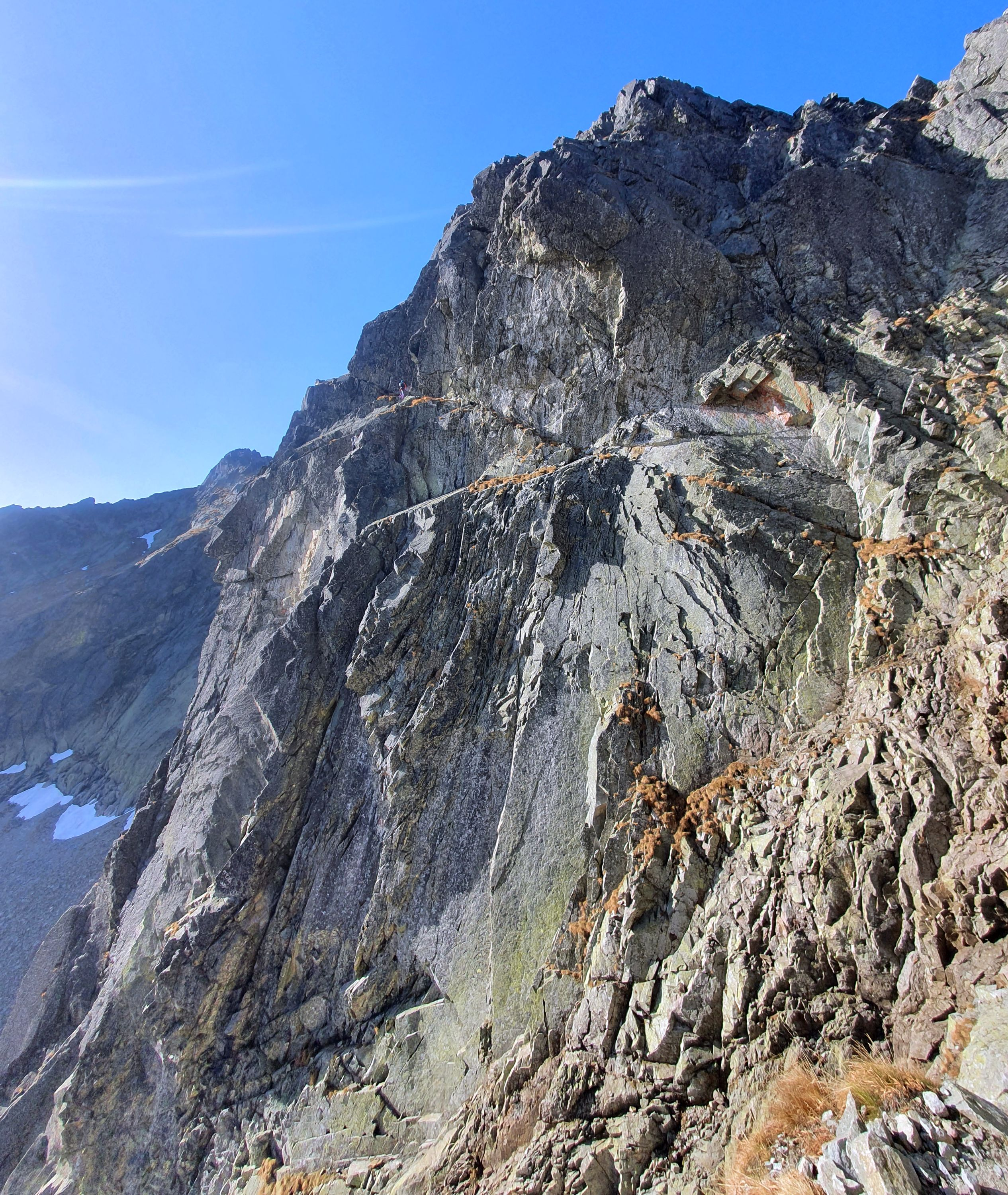
Zamarła Turnia
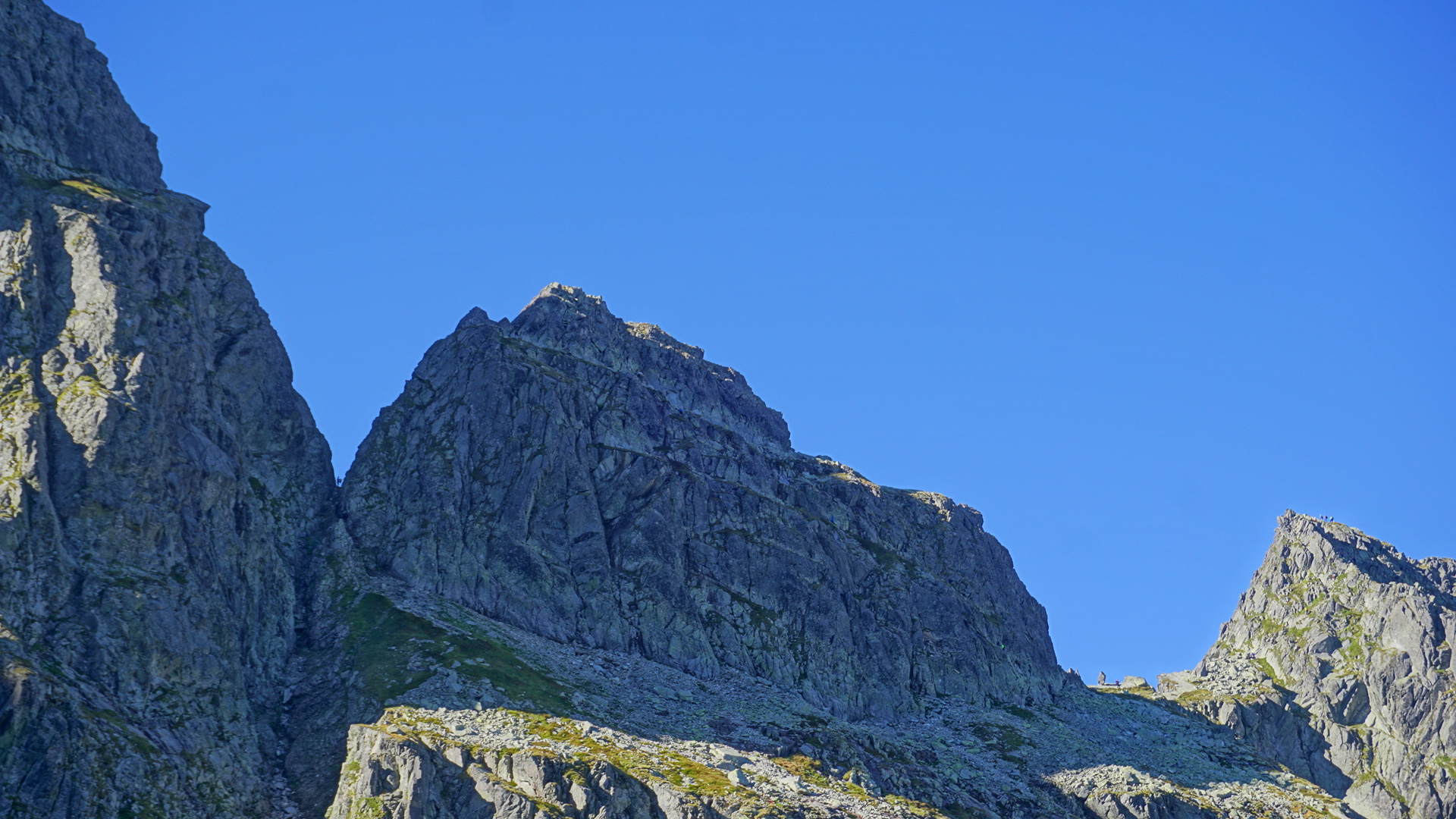
Zamarła Turnia na środku